# 4923 Clarke
4923 Clarke este un asteroid din centura principală, descoperit pe 2 martie 1981, de Schelte Bus.

## Denumirea asteroidului
Asteroidul a fost denumit așa ca omagiu lui Arthur C. Clarke (1917-2008), scriitor de science-fiction.
Potrivit mărturiilor sale, autorul ar fi vrut să i se atribuie asteroidul cu numărul 2001, cu referire la opera sa majoră, însă acesta îi fusese deja atribuit lui Albert Einstein.